# Oficina de Informaciones y Radiodifusión
La Oficina de Informaciones y Radiodifusión (OIR) fue un organismo dependiente de la Subsecretaría General de Gobierno chilena, establecido en 1960 y operativa hasta el golpe de Estado del 11 de septiembre de 1973. Sustituyó a la antigua Dirección de Informaciones del Estado.

## Historia
Mediante el Decreto con Fuerza de Ley (DFL) 188, promulgado el 25 de marzo de 1960, se reorganizó la Secretaría General de Gobierno y se creó la Oficina de Informaciones y Radiodifusión (OIR) en reemplazo de la Dirección de Informaciones del Estado, que dependía directamente de la Presidencia de la República. Hacia 1961 el director de la OIR era Eleazar Vergara.
Al asumir Salvador Allende como presidente de la República, René Largo Farías fue designado como Jefe de Radio en la OIR, tomando como primera medida el exigir que a partir del 1 de enero de 1971 el 25% de la programación fuera sobre música chilena y un 15% sobre música folclórica nacional; dicha decisión tuvo nulo éxito en las radioemisoras chilenas, las que se negaron a acatarla. Durante el paro de octubre de 1972, la OIR tuvo a cargo la cadena radial obligatoria que se ordenó como parte de la declaratoria de Zona de Emergencia y que se extendió ininterrumpidamente del 15 al 27 del mismo mes.
Durante los últimos meses del gobierno de Salvador Allende, la OIR coordinó la cadena de emisoras radiales denominada «La Voz de la Patria», que eran afines a la Unidad Popular y que estuvo compuesta por las radios Magallanes (perteneciente al Partido Comunista), Corporación (propiedad del Partido Socialista), Portales, Nacional (perteneciente al MIR), Sargento Candelaria (controlada por el MAPU) y Luis Emilio Recabarren (perteneciente a la Central Única de Trabajadores de Chile). Hacia junio de 1973 el director de la OIR era Juan Ibáñez.
Luego del golpe de Estado del 11 de septiembre de 1973 la OIR fue reemplazada por la División de Comunicación Social, la cual obtuvo institucionalidad recién en 1976 cuando se fijaron las atribuciones de la Secretaría General de Gobierno.